# Mordellistena zavattarii
Mordellistena zavattarii là một loài bọ cánh cứng trong họ Mordellidae. Loài này được Pic mô tả khoa học năm 1952.